# محمد العباس
محمد العباس مواليد 19 ديسمبر 1992، هو لاعب كرة يد سعودي يلعب كوسط مدافع. يلعب حاليا مع نادي الهدى. مثل منتخب السعودية لكرة اليد.

## سجل المنافسة
شارك في البطولات التالية:
- بطولة العالم لكرة اليد للرجال 2015